# Río Peene
El río Peene es un corto río costero del noreste de Alemania, que discurre íntegramente por el estado federal de Mecklemburgo-Pomerania Occidental. Nace en el lago Kummerow y discurre hasta Anklam y desaguar en la laguna del Oder. Sus fuentes más lejanas alimentan el lago Kummerow: el Peene Occidental (Westpeene) (con su afluente el Ostpeene), que nace en  Vollrathsruhe a una altitud de 80 m, y el Pequeño Peene (Kleine Peene/Teterower Peene), que nace en Groß Wokern a 85 m.
Desde el lago Kommerower, incluido, hasta la desembocadura, el nivel del agua está cinco pies y más por debajo del nivel del mar. Esto hace que el nivel del río varíe y refluya ante el nivel del agua del mar Báltico y del Oder, incluyendo flujos bidireccionales.
El valle del Peene es una de las mayores regiones contiguas de fens de Europa central. Gracias a su naturaleza intacta, el río Peene y su valle son a veces supersticiosamente referidos como «el Amazonas del Norte».
A la rama occidental del río Oder, la que separa la isla de Usedom de la parte continental alemana, también se le llama a menudo Peene, pero en realidad es una parte del mar Báltico llamada Peenestrom. Es uno de los tres canales que conectan la laguna del Oder con la bahía de Pomerania del mar Báltico. (Los otros canales son el Świna y el Dziwna.)
Las principales ciudades en el río Peene son  Malchin, Teterow, Demmin y Anklam. Wolgast está en el estrecho de Peenestrom.

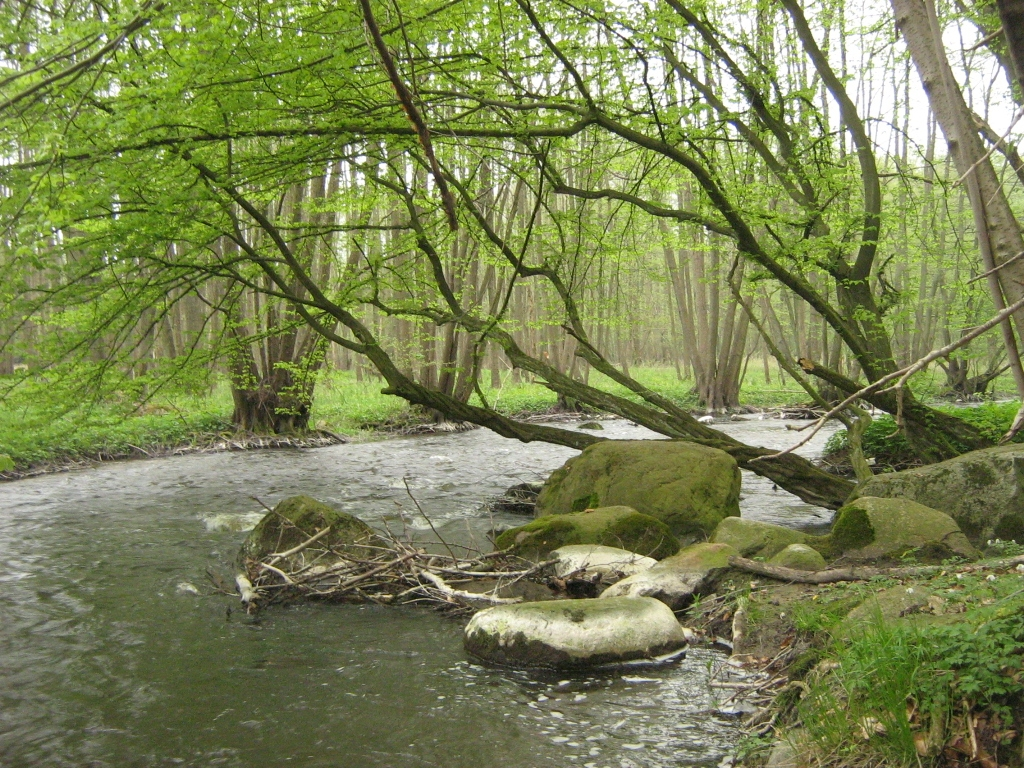
Ostpeene
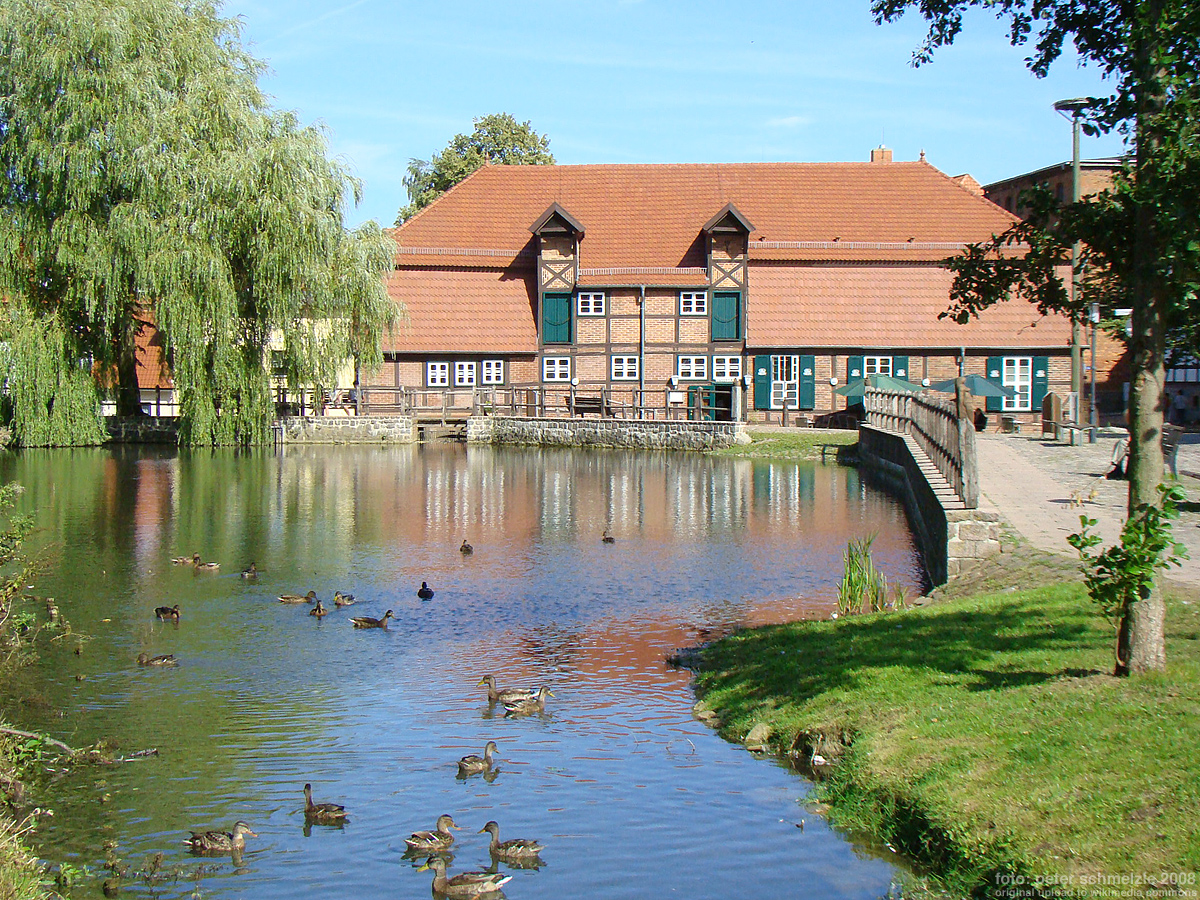
Antiguo molino de agua en el Kleine Peene en Teterow
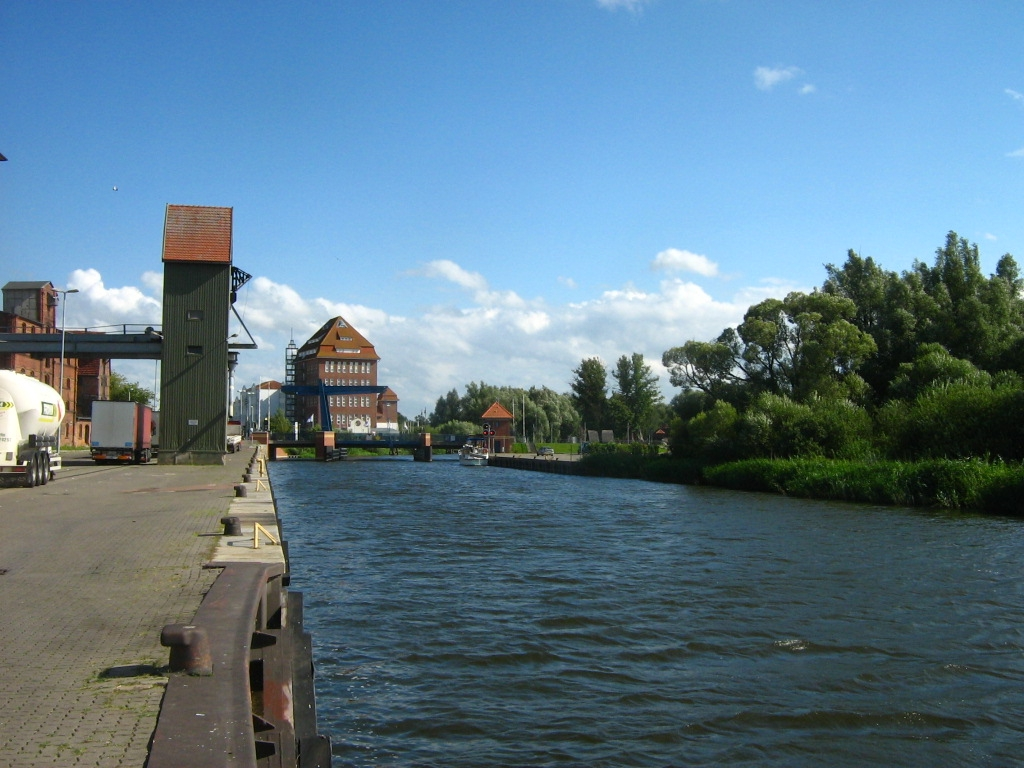
Puerto de Peene en Demmin
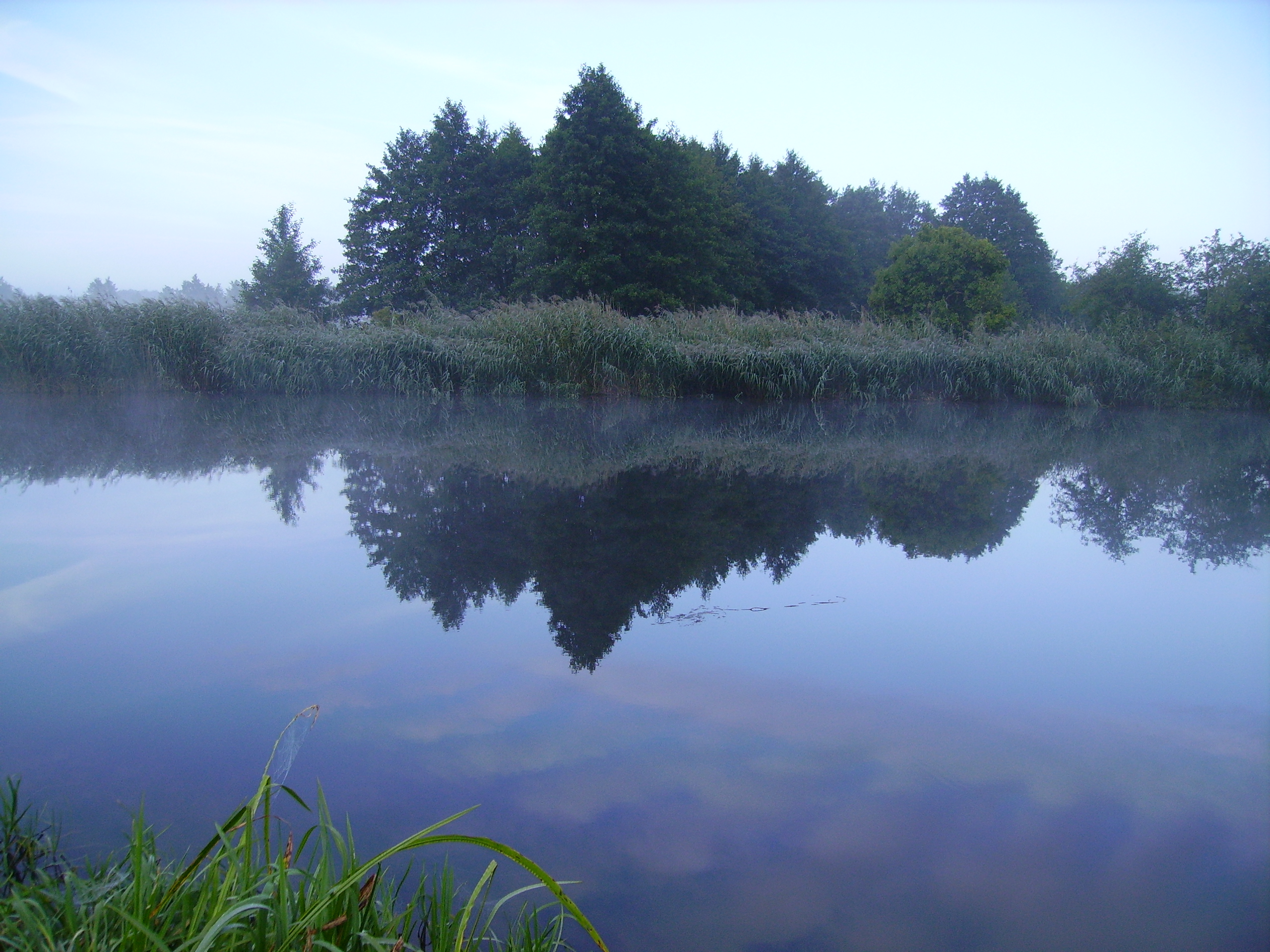
El río Peene cerca de Loitz

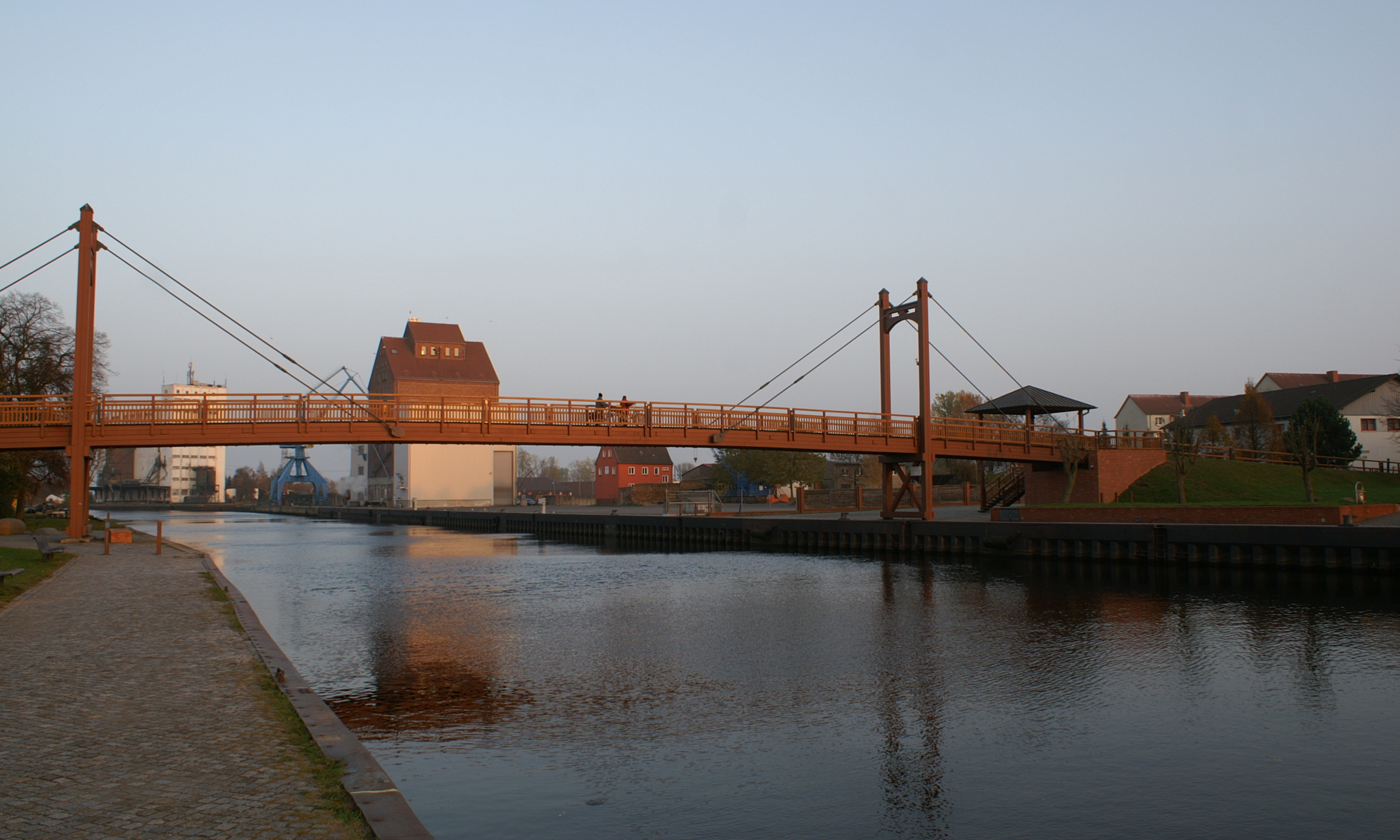
El río Peene en Anklam
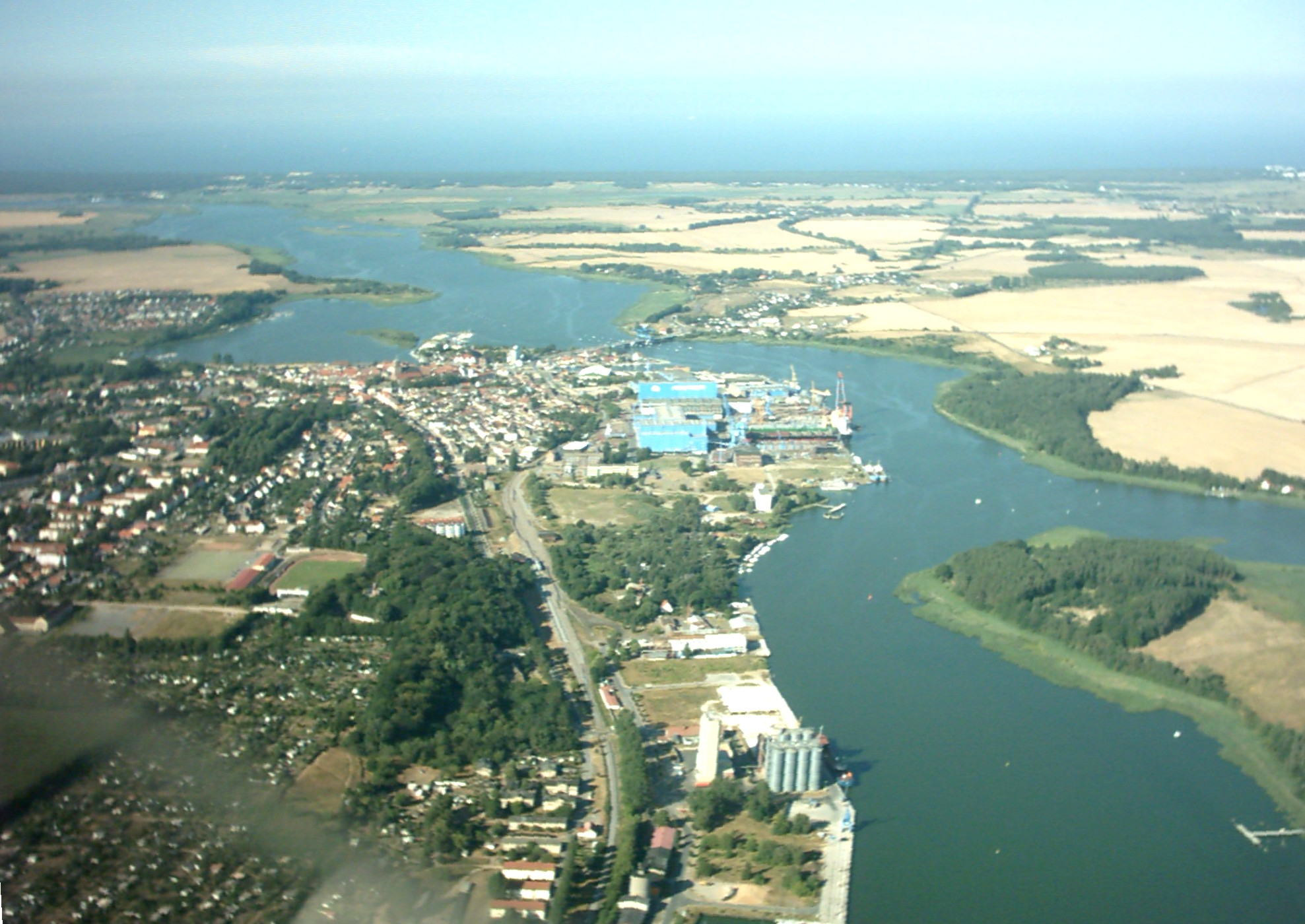
El estrecho de Peenestrom con Wolgast
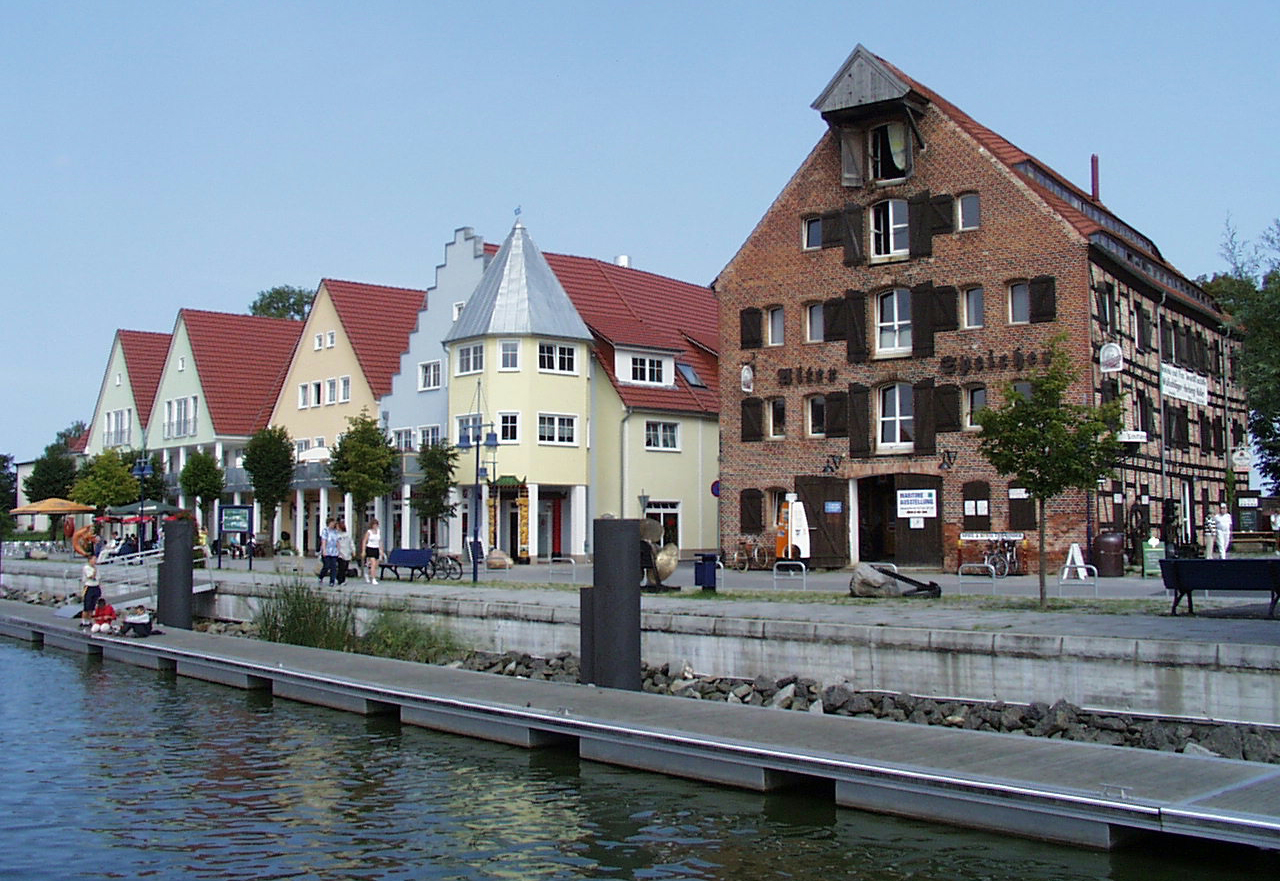
Puerto en el Peenestrom en Wolgast